# Карахер, Мария
Мария Карахер (англ. Maria Caraher, родилась в 1968 в Каллиханне) — британская и ирландская общественная и политическая деятельница.

## Биография
С молодости состояла в партии Шинн Фейн. У неё были братья Фергал и Майкл: первый в 1990 году был убит британскими солдатами, второй работал снайпером в Южном Арма и лично убил девять солдат.
В 1996 году Мария была избрана в Североирландский форум от округов Ньюри и Арма, но при этом не участвовала в выборах в Ассамблею Северной Ирландии. В 1999 году она совершила поездку в США как представитель Комитета фермеров и жителей Южного Арма.
В настоящее время Мария Карахер занимает должность директора ирландоязычной школы Bunscoil an Iúir в Ньюри.